# Almostanjide do Cairo
Abu Almaacim Iúçufe Almostanjide Bilá (em árabe: أبو المحاسن يوسف المستنجد بالله; romaniz.: Abû al-Mahasin Yûsuf al-Mustanjid bi-llâh), dito Almostanjide do Cairo ou Almostanjide II (em árabe: المستنجد بالله), foi o décimo-quarto califa abássida do Cairo, no Egito, sob os sultões mamelucos entre 1455 e 1479.

## História
Abu Iúçufe Almaacim foi o quinto filho de Mutavaquil I a reinar como califa. Ele sucedeu ao irmão Alcaim, deposto em 1455. No início do seu califado, reinava o sultão mameluco burjita Inal. Depois dele, as disputas internas entre os mamelucos levaram à ascensão de diversos sultões em sequência, que só terminaria com a ascensão de Qaitbay:
- Inal até 1460.
- Amade em 1460.
- Cuscadã até outubro de 1467.
- Bilbei até 1468.
- Timurbuga em 1468.
- Qaitbay, que reinou por mais tempo, até 1496.

Al-Mustanjid morreu em 1479 e foi sucedido por seu sobrinho, Mutavaquil II, filho de Almostaim.